# خانه بنی طبا
خانه بنی طبا مربوط به دوره قاجار - دوره پهلوی است و در آران و بیدگل، محله مختص آباد، اول خیابان ۲۲ بهمن واقع شده و این اثر در تاریخ ۱۹ مرداد ۱۳۸۴ با شمارهٔ ثبت ۱۲۹۶۵ به‌عنوان یکی از آثار ملی ایران به ثبت رسیده است. این بنا طی دوره‌های صفوی تا اواخر قاجاریه به شیوه معماری درون گرا و به سبک گودال باغچه ساخته شده‌است. این بنا در سال ۱۳۸۴ هجری شمسی با هزینه شهرداری آران و بیدگل و با همراهی خاندان بنی طبا که از نوادگان امام حسن مجتبی(ع) میباشند، تملک شد و کار مرمت و احیای آن با مساعدت مدیریت میراث فرهنگی صنایع دستی و گردشگری منطقه کاشان و آران و بیدگل انجام شد. قدمت قسمت شمالی این خانه به دوران قاجار و زند می‌رسد. باغچه‌های چهارگانه‌ای که در طرفین حیاط وجود داشت، مملو از درختان انار و انجیر و عنّاب و گل سرخ بود. حوضی لبریز از آب زلال که در کنار آن سماور زغالی خودنمایی می‌کرد. مطبخ و تنوری که هر از چندی بانوان خانه جمع می‌شدند و در آن نان می‌پختند. پاییز، انارها چیده و میان اهل خانه تقسیم می‌شد. نظمی در این خانه حکمفرما بود که بچه‌ها با احترام از بزرگترها فرمان می‌بردند و حتّی حاضر نمی‌شدند که به درخت‌ها و میوه‌هایش دست بزنند.